# Arndís Hrönn Egilsdóttir
Arndís Hrönn Egilsdóttir (* 17. Januar 1969 in Reykjavík) ist eine isländische Filmschauspielerin.

## Leben
Arndís Hrönn Egilsdóttir ist eine isländische Schauspielerin, die sich sowohl auf der Bühne als auch im Film und Fernsehen einen Namen gemacht hat. 1996 schloss sie ihr Studium im Bereich des Theaters in Paris ab. Anschließend wirkte sie in mehreren Stücken im Stadttheater von Reykjavík  und im Isländischem Nationaltheater mit.
Sie wohnt in der Gemeinde Seltjarnarnes, die westlich an die Hauptstadt Reykjavík grenzt.

## Filmografie (Auswahl)
- 2001–2006: Áramótaskaup (Fernsehserie, 2 Episoden)
- 2007–2012: The Press (Fernsehserie, 18 Episoden)
- 2005: Dagvaktin (Fernsehserie, Folge 1x02)
- 2008: The Box of Chocolates
- 2013: Ferox
- 2013: Fólkið í blokkinni
- 2015: Sparrows
- 2015: Case (Fernsehserie, Folge 1x06)
- 2015: Documentary Now! (Fernsehserie, Folge 1x05 A Town, a Gangster, a Festival)
- 2017: Fangar (Fernsehserie, 6 Episoden)
- 2019: Milchkrieg in Dalsmynni
- 2019: The Valhalla Murders (Fernsehserie, 8 Episoden)
- 2021: Alma
- 2021: Stitch n' Bitch
- 2021: Cow
- 2021: Áramótaskaup 2021
- 2021: Trapped – Gefangen in Island (Fernsehserie, Folge 3x08)
- 2023: Wild Game
- 2024: Topp 10 Möst
- 2024: Gestir (Fernsehserie, 4 Episoden)
- 2024: Skvíz (Fernsehserie, 2 Episoden)

## Auszeichnungen
Edda
- 2007: Nominiert in der Kategorie Nebendarstellerin des Jahres (Leikkona ársins í aukahlutverki) für The Press
- 2015: Nominiert in der Kategorie Nebendarstellerin des Jahres (Leikkona ársins í aukahlutverki) für Sparrows
- 2020: Nominiert in der Kategorie Schauspielerin des Jahres (Leikkona ársins í aðalhlutverki) für Milchkrieg in Dalsmynni